# Таппендорф
Таппендорф (нім. Tappendorf) — громада в Німеччині, розташована в землі Шлезвіг-Гольштейн. Входить до складу району Рендсбург-Екернферде. Складова частина об'єднання громад Міттельгольштайн.
Площа — 6,69 км2. Населення становить 332 ос. (станом на 31 грудня 2020).